# Geniates multicornis
Geniates multicornis är en skalbaggsart som beskrevs av Lorenzo Camerano 1878. Geniates multicornis ingår i släktet Geniates och familjen Rutelidae. Inga underarter finns listade i Catalogue of Life.